# Represa Monticello
La represa Monticello es un dique en el condado de Napa, California, Estados Unidos. Es más conocida por su gran dispositivo de desagüe, llamado "Glory Hole" (Hoyo de la Gloria).

## Historia
La represa fue construida entre 1953 y 1957. La planta hidroeléctrica fue construida en 1983 con tres generadores. En 1988 se construyeron unos aliviaderos tipo morning-glory, que son los que le ha dado a la represa el nombre de Hoyo de la Gloria. Se trata de unos enormes tubos de desagüe artificiales de 16 metros de diámetro que se emplean para vaciar la presa. Estos agujeros, de más de 100 metros de profundidad, han acabado con la vida de algunos de los más intrépidos bañistas, que se han aventurado a investigar estos fenómenos.

## Represa
Tiene una altura de 93 m y una longitud de coronación de 312 m, y 249 000 metros cúbicos de hormigón. 
La represa se construyó sobre el río Putah Creek para formar el lago Berryessa (el segundo lago artificial más largo de California) e inundar la ciudad californiana de Monticello.
La mayor parte de la energía eléctrica producida se envía a la bahía del norte de San Francisco.

## Galería de imágenes

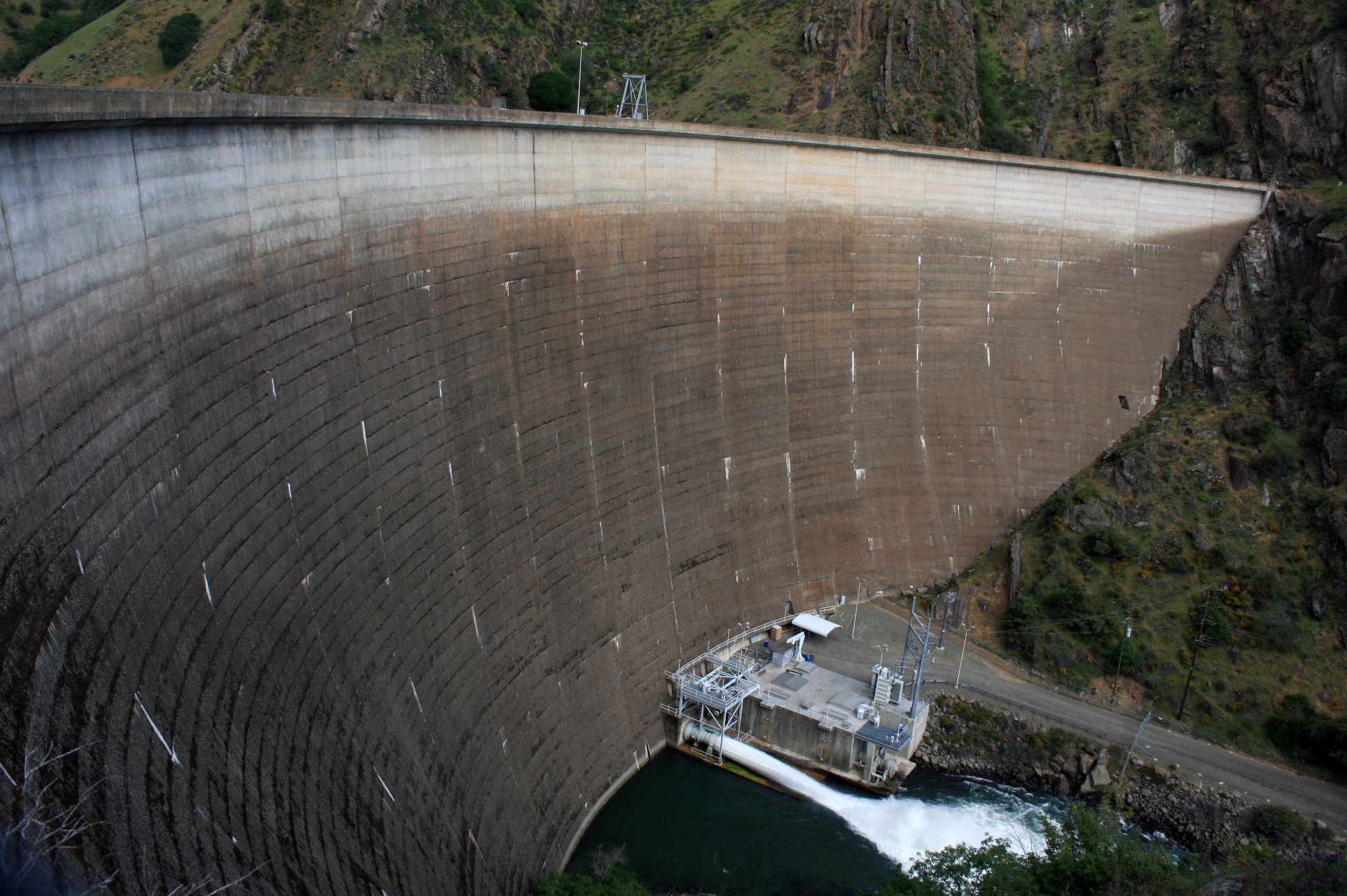
Vista de la Represa.
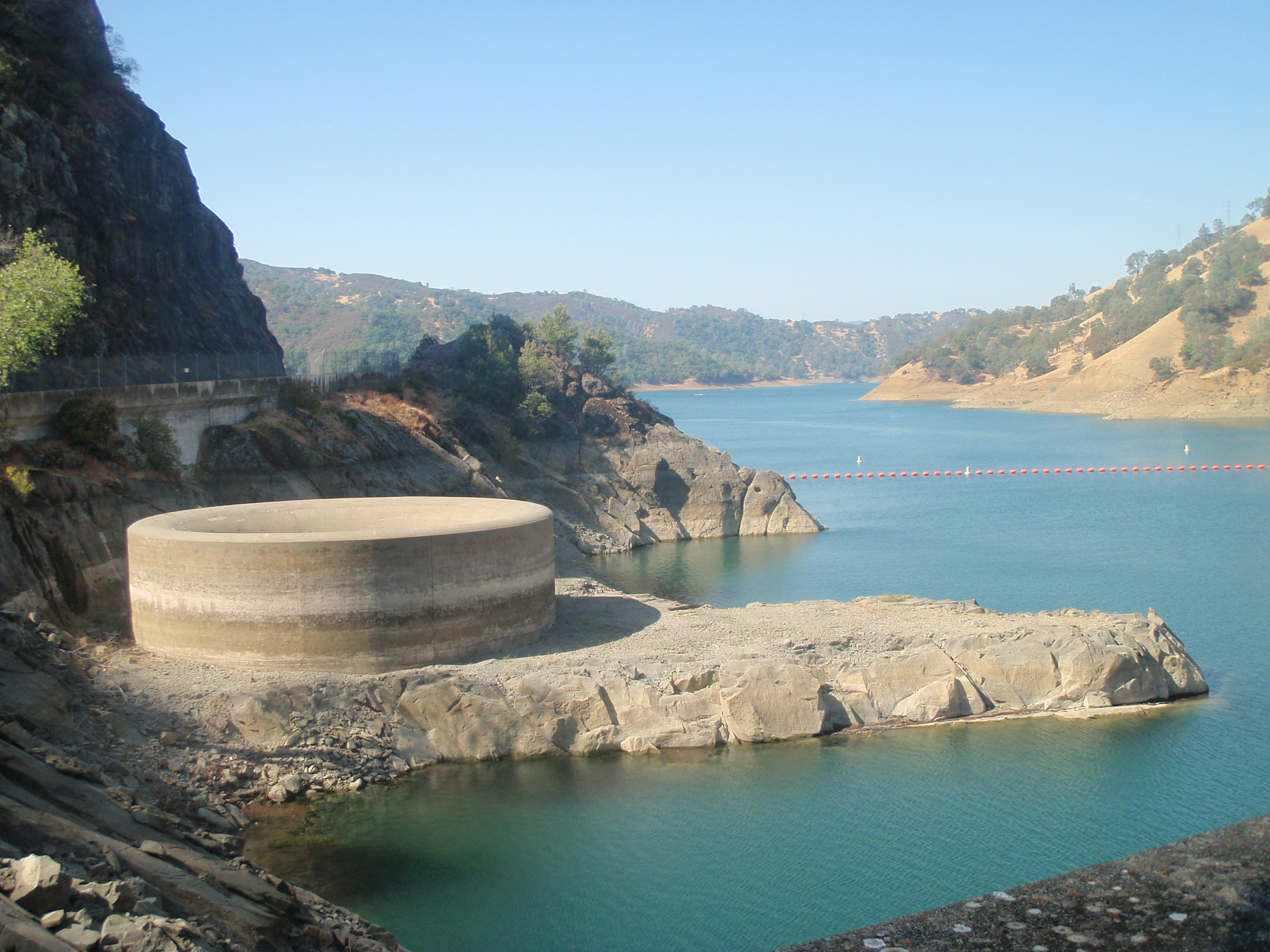
Aliviadero tipo Morning Glory.